# Nadya Okamoto
Pour les articles homonymes, voir Okamoto.
Nadya Okamoto (née le 11 février 1998) est une auteure, entrepreneuse et militante sociale américaine, connue comme la fondatrice et ancienne directrice exécutive de l'organisation à but non lucratif Period Inc. Son premier livre, Period Power: A Manifesto for the Menstrual Movement, est publié en octobre 2018. En décembre 2019, Okatomo est nommée dans la liste de Forbes « 30 Under 30 » dans la catégorie droit et politique.
Elle démissionne de l'organisation Period Inc. en 2020, des collègues militants l'ayant accusé d'exagérer ses expériences d'instabilité du logement. 

## Jeunesse
Okamoto est née et a grandi à New York avant de déménager avec ses plus jeunes sœurs et sa mère à Portland, dans l'Oregon. Elle est la fille de Sophia Tzeng et de Shintaro Okamoto. Nadya Okamoto n'est plus en contact avec son père et raconte publiquement avoir fait l'objet d'abus et de violence sexuels de la part de ce dernier. 

## Éducation
Okamoto fréquente l'école Catlin Gabel grâce à la bourse d'études Malone Scholar. En décembre 2019, Catlin Gabel publie un rapport sur les antécédents de maltraitance infligé par le corps professoral à l'égard des étudiants, dans lequel figurait l'expérience de Nadya Okamoto, qui a fait l'objet de harcèlement de la part de sa conseillère pédagogique. Okamoto présente publiquement plus de détails sur son expérience liée aux abus en janvier 2020. Il est révélé plus tard que son ancien conseiller a été licencié immédiatement après que le comportement inapproprié ait été signalé. Il nie publiquement toutes les allégations. 
Au cours de sa dernière année de lycée, Nadya Okamoto reçoit la bourse du millénaire Gates puis la bourse Coca-Cola en 2016. Okamoto est  choisie comme lauréate de la "Most Valuable Student Top Scholarship Winner" de 2016 par la Fondation nationale Elks, titre étant attribuée à une étudiante par an. En octobre 2019, Okamoto reçoit le prix Distinguished Young Alumni de Catlin Gabel. 
Okamoto étudie à Harvard et est admise comme membre de la promotion 2020. 

## Carrière

### Lutte contre la précarité menstruelle
Nadya est l'ancienne directrice exécutive de Period., une association à but non lucratif qu'elle a fondé en décembre 2014, avec Vincent Forand, un camarade de classe du lycée. L'organisation a pour objectif d'aider les personnes précaires à accéder aux protections périodiques. L'idée de créer Period., est née lorsque la famille d'Okamoto s'est retrouvé sans abri. En parlant aux femmes des foyers, il lui est apparu que l'un des problèmes majeurs auxquels les femmes sans domicile étaient confrontées était celui des menstruations. Ainsi, l'organisation distribue des protections périodiques. Elle est présente sur les campus universitaires et les lycées aux États-Unis et milite pour mettre fin à la taxe sur les tampons. 
En 2018, elle publie son premier ouvrage Period Power: A Manifesto for the Menstrual Movement, chez l'éditeur Simon&Schuster, qui s'est retrouvé dans la liste des Kirkus Review pour la meilleure non-fiction pour jeunes adultes de 2018. Ce livre est destiné à éduquer les jeunes femmes sur leur corps, et les inciter à devenir elles-mêmes des militantes. 
Le 29 janvier 2020, Okamoto a annoncé qu’elle se retire de Period Inc. en tant que directrice exécutive et l’organisation continue son travail pour mettre fin au stigma qui entoure la précarité menstruelle. 

### Engagement civique
En 2017, Okamoto décide de se présenter aux élections du conseil municipal de Cambridge, avec une équipe de campagne composée essentiellement d'autres étudiants de Harvard. Elle était la plus jeune candidate de la course et axe sa campagne sur les questions de logement, d'équité en matière d'éducation et de changement climatique. Nadya Okamoto a finalement perdu l'élection, prenant la 15e place sur 26 candidats,,.

### Autres activités
En 2018, Nadya rejoint JUV Consulting, agence de marketing de la génération Z, en tant que directeur de la marque et est actuellement membre du conseil d’administration depuis 2020. 
En août 2019, la première campagne d'Okamoto comme modèle pour Adidas a été publiée. La campagne était axée sur l'autonomisation des femmes et s'inscrivait dans le cadre de la collaboration de la marque avec Pharrell Williams. Dans l'image d'Okamoto en solo pour la campagne, on la voit tenant un tampon avec les mots "TAX FREE" écrits dessus et un signe de femme tatoué sur son poignet,. 
Okamoto a reçu le prix Women of Worth pour la première fois en 2017. En novembre 2019, Nadya a reçu le prix L'Oréal Women of Worth lors de la cérémonie annuelle Glamour Women of the Year. Lors de sa participation aux Golden Globes 2020 en tant que nouvelle ambassadrice de L'Oréal, Nadya Okamoto a discuté ouvertement des menstruations et de son travail en faveur de la suppression de la taxe sur les tampons lors d'une interview sur le tapis rouge. En décembre 2019, Okamoto a été nommé l'un des 30 moins de 30 ans de Forbes en droit et en politique. 